# High Halden
High Halden – wieś w Anglii, w hrabstwie Kent, w dystrykcie Ashford. Leży 23 km na południowy wschód od miasta Maidstone i 74 km na południowy wschód od centrum Londynu. W 2001 miejscowość liczyła 1463 mieszkańców.